# Jesień w Warszawie
Jesień w Warszawie (jap. ワルシャワの秋 Warushawa-no aki) – japoński, oparty na faktach, telewizyjny film dramatyczny z 2003 roku. 

## Opis fabuły
Akcja dzieje się w 1922 roku. Polski Komitet Ratunkowy za zgodą japońskiego rządu, przewozi z Syberii do Japonii ponad trzy tysiące dzieci, sieroty po polskich zesłańcach. W tym samym czasie do Władywostoku zostaje wysłany dziennikarz, Takanori, mający relacjonować przebieg akcji ratunkowej.

## Twórcy
Film wyreżyserował Hiroki Hayashi, w oparciu o scenariusz Seikena Tamukaia, a muzykę skomponował Toshiyuki Honda.

## Obsada
- Yūko Takeuchi jako Yoko Aoki
- Keiko Kishi jako dorosła Yoko
- Kenji Sakaguchi jako Takanori Honda
- Mirai Yamamoto jako Noriko
- Mitsuru Fukikoshi jako doktor Kakinuma
- Takehiro Hira jako Nobuyuki Oramura
- Ayumi Ishida jako Ritsu
- Anna Romantowska jako Anna Bielkiewicz

Ponadto wystąpili: Kanako Irie, Keiju Kobayashi, Yūma Kusakawa, Katsuyuki Murai, Miho Ninagawa, Megumi Satō i Hiroyuki Sumiwaka.